# Écriture construite
Une écriture construite est un nouveau système d'écriture dont l'origine est due à un individu ou un groupe, plutôt qu'à l'évolution d'un système d'écriture provenant d'une langue ou d'une culture existante. Certaines sont conçues pour servir des langues construites, bien que plusieurs d'entre elles soient utilisés dans le cadre d'expérimentations linguistique ou à d'autres fins plus pratiques concernant des langues existantes. 
Parmi les écritures construites remarquables, l'on peut citer le glagolitique, le hangul coréen et l'alphabet phonétique international. D'autres, comme l'alphabet shavien, le quikscript, l'alphabet 26 et l'alphabet Deseret, ont été conçus comme des réformes de l'orthographe anglaise. D'autres, dont le Visible Speech d'Alexander Melville Bell et le Unifon de John Malone, ont été développés pour des raisons pédagogique. Les Blissymbols ont été développés comme langue auxiliaire internationale écrite. Notons enfin que les systèmes sténographiques peuvent être considérées comme des écritures construites. 

## Écritures construites et systèmes d'écriture «naturels» traditionnels
Toutes les écritures, y compris les traditionnels tels que le chinois ou l'arabe, sont des créations humaines. Cependant, elles évoluent généralement à partir d'autres écritures plutôt que par la main d'individus. Dans la plupart des cas, les alphabets sont adoptés, c'est-à-dire qu'une langue est d'abord écrite selon un alphabet déjà existant, puis seulement développent progressivement des particularités propres à leur nouvel environnement au fil des siècles (par exemple, les lettres w et j, ajoutées à l'alphabet latin au fil du temps, n'étaient pas officiellement considérées comme des membres à part entière de l'alphabet anglais (par opposition au latin) jusqu'au milieu des années 1800). La construction d'une écriture suppose que l'auteur en connaisse déjà au moins un. Sans quoi, l'invention ne comprendrait pas seulement un système d’écriture, mais le concept-même de ce qu'est écrire. Par conséquent, une écriture construit est toujours documentée par au moins un système d'écriture plus ancien, ce qui rend difficile dans certains cas de décider si un nouveau système est simplement une adoption ou une nouvelle création (par exemple les alphabets cyrillique et gothique, qui sont presque identiques à l'alphabet grec mais ont néanmoins été conçus par des auteurs individuels). 
Dans les rares cas où un système d'écriture a évolué non pas à partir d'un système précédent, mais à partir d'une proto-écriture (les seuls cas connus étant l’écriture cunéiforme, les hiéroglyphes égyptiens, l’écriture chinoise et probablement l’écriture maya ), le processus est surtout une évolution progressive d'un système de symbole. [réf. nécessaire]

## Différents types d'écritures construites

### Pour des langues jusqu'ici non écrites
Certains systèmes d'écriture, comme le Hangul, Cherokee, N'Ko, Fraser, Tangut et Pollard, ont été inventés pour permettre la communication écrite en certaines langues parlées qui n'avaient jusqu'alors pas de systèmes d'écriture adéquats. Les systèmes d'écriture de l'arménien, du géorgien et du glagolitique sont possiblement dus aux mêmes raison, bien que leur provenance soit inconnue. 

### Pour des langues fictives

Le système d'écriture Tengwar construit pour les langues de Tolkien.

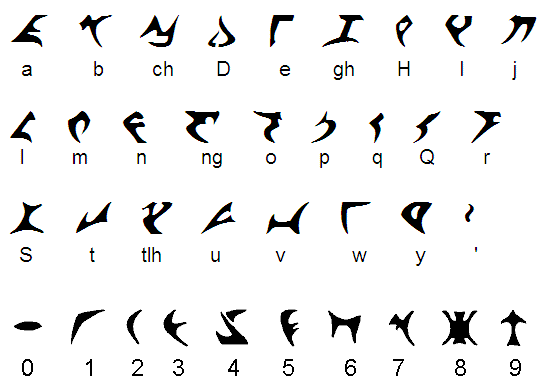
Le KLI pIqaD est un système d'écriture construit pour le Klingon

Les écritures construits les plus connus dédiés aux langues fictives sont sans doute le Tengwar et le Cirth, élaborées par J. R. R. Tolkien. Cependant, de nombreuses autres existent, telles que le Klingon de Star Trek, l'Aurebesh de Star Wars, le D'ni de la série de jeux vidéo Myst, ou encore la langue Orokin (aussi appelé "Tennobet" par les membres de la communauté, un mot-valise formé de "Tenno" et "alphabet") du jeu vidéo Warframe . 

### Pour des raisons pratiques
Plusieurs systèmes d'écriture ont été conçus à des fins techniques par des spécialistes de divers domaines. L'un des plus importants d'entre eux est l'alphabet phonétique international (IPA), utilisé par les linguistes pour décrire les sons du langage humain de manière exhaustive. Bien que basé sur l'alphabet latin, l'IPA contient également des lettres créées pour l'occasion, des lettres grecques et de nombreux signes diacritiques. 
L'alphabet shavien a par exemple été conçu comme alternative utilisable en anglais, dans le but notamment d'en simplifier l'orthographe.

## Unicode
Des caractères provenant de plusieurs écritures construites ont été encodées en Unicode, notamment l'alphabet shavien et l'alphabet Deseret. Une proposition de Klingon pIqaD a été rejetée car la plupart des utilisateurs de la langue Klingon étaient alors habitués à le transcrire dans l' alphabet latin. À l'opposé, en 2010, l'idée d'y incorporer le Tengwar et Cirth fit surface. Un projet non officiel existe, connu sous le nom de CodeScript Unicode Registry. Le but de celui-ci vise à coordonner l'encodage de plusieurs écritures construits à des endroits spécifiques dans les zones d'utilisation privée Unicode (U+E000 à U+F8FF et U+000F0000 à U+0010FFFF). 

## Voir également
- écriture asémique
- Manuscrit de Voynich
- Langue construite